# Tamankuncaran
Tamankuncaran is een bestuurslaag in het regentschap Malang van de provincie Oost-Java, Indonesië. Tamankuncaran telt 3539 inwoners (volkstelling 2010).